# Gotlandia (kraina)
Gotlandia (w języku szwedzkim Gotland) – prowincja historyczna (landskap) w Szwecji, położona we wschodniej części Götaland. Stolicą Gotlandii jest miasto Visby.
Obszar krainy pokrywa się z obszarem bałtyckiej wyspy o tej samej nazwie, a także z granicami regionu administracyjnego (län) Gotland i gminy Gotland.

## Historia
W średniowieczu stanowiła centrum handlowe regionu. Jej największe miasto, Visby, od XIII do XV wieku wchodziło w skład północnoniemieckiej Hanzy. Gotlandia, w 1361 została zajęta przez Duńczyków. W XIV i XV wieku była ważnym ośrodkiem bałtyckiego piractwa, na wyspie mieli swą siedzibę Bracia Witalijscy, którzy zajęli całą wyspę w roku 1394. W roku 1398 piratów przepędził Zakon krzyżacki. Zakon odsprzedał wyspę Szwecji w roku 1409. Formalnie została przyłączona do Danii dopiero na mocy traktatu podpisanego w Szczecinie (1570). W wyniku szwedzko-duńskiego pokoju w Brömsebro z 1645, znalazła się pod władaniem Szwecji.

## Galeria

Nieoficjalna flaga Gotlandii